# Semiothisa honoria
Semiothisa honoria là một loài bướm đêm trong họ Geometridae.